# Mesophyllum crassiusculum
Mesophyllum crassiusculum é o nome botânico de uma espécie de algas vermelhas pluricelulares do gênero Mesophyllum, subfamília Melobesioideae. São algas marinhas encontradas no Japão, Coreia, Califórnia e Baixa Califórnia.

## Sinonímia
- Lithothamnion rugosum f. crassiusculum — Foslie, 1901
- Lithothamnion pacificum f. crassiusculum — (Foslie) Foslie, 1906
- Lithothamnion aculeiferum — L.R. Mason, 1943
- Lithothamnion crassiusculum — (Foslie) L.R. Mason, 1943